# 山崎久寿
山崎 久寿（やまざき ひさとし、1935年（昭和10年）10月14日 - ）は、日本のフィールドホッケー選手。1960年ローマオリンピックで男子トーナメントに出場した。 